# Schiedsrichterball

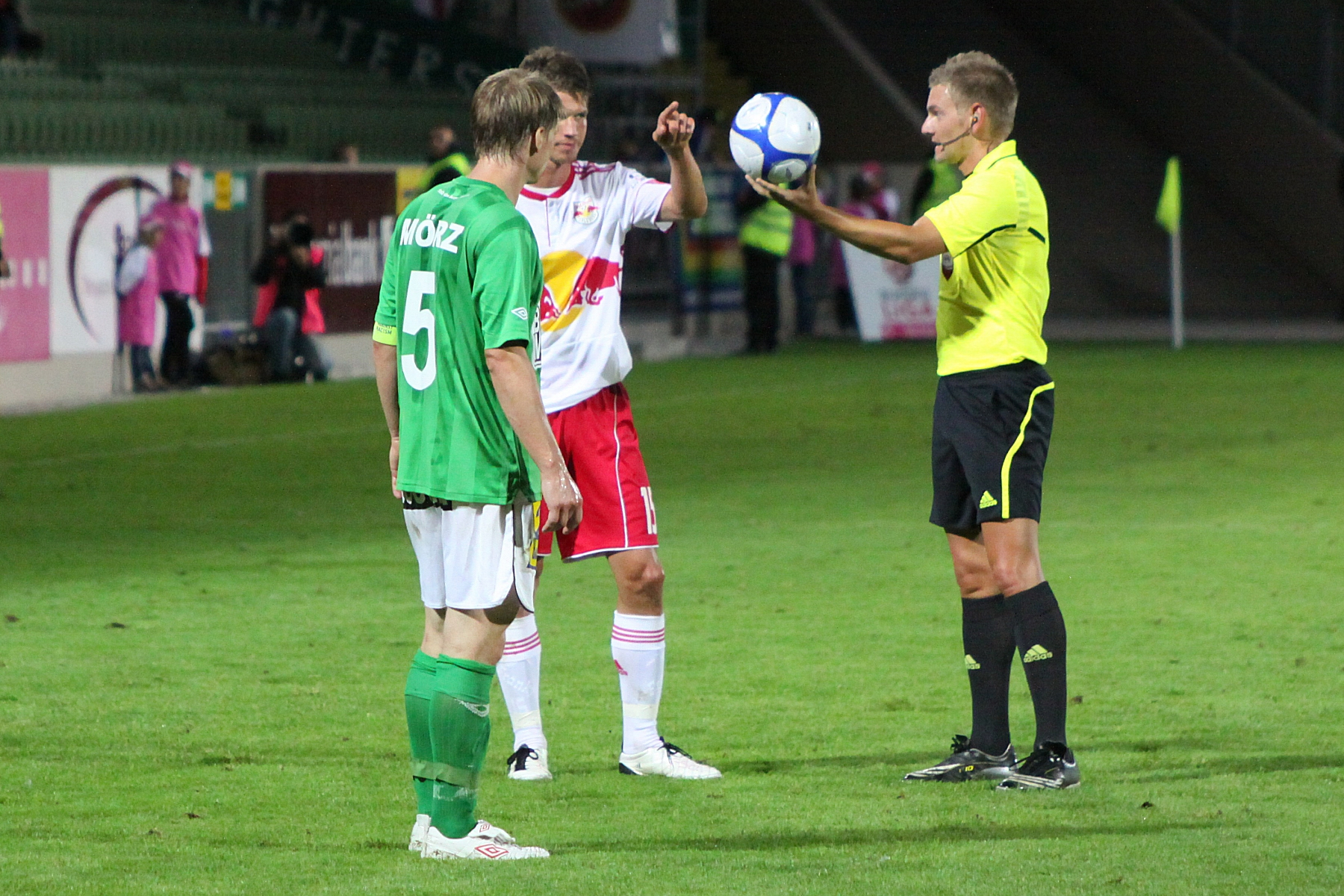
Schiedsrichterball im Fußball (Beispiel für das Vorgehen bis 2019)

Als Schiedsrichterball wird eine Tätigkeit eines Schiedsrichters bezeichnet, die Spielunterbrechungen beendet, für die das Regelwerk keine andere Spielfortsetzung vorsieht und somit den Ball wieder in das Spiel bringt. Die Ausführung kann per Hochball (wie beispielsweise im Basketball) oder Fallenlassen (wie beim Fußball) erfolgen.

## Fußball

### Regeln bis einschließlich Saison 2018/2019
Ein Schiedsrichterball wird dann gegeben, wenn ein Fußballspiel vom Schiedsrichter unterbrochen wird und sich der Ball innerhalb des Spielfeldes befindet, aber kein Verstoß gegen die Fußballregeln vorliegt, sich der Schiedsrichter geirrt hat oder wenn ein Spieler ein Vergehen außerhalb des Spielfeldes begeht. Der Schiedsrichter lässt an dem Ort, an dem sich der Ball in dem Moment befand, als das Spiel unterbrochen wurde, den Ball mit ausgestreckter Hand aus Brusthöhe fallen. Wenn sich zum Zeitpunkt der Unterbrechung der Ball innerhalb des Torraums befand, wird der Schiedsrichterball auf die Stelle der Torraumlinie zurückverlegt, welche am nächsten liegt.
Der Ball ist wieder im Spiel, sobald er den Boden erreicht hat, ohne dass ihn zuvor ein Spieler berührt hat. Wird der Ball von einem Spieler gespielt, bevor dieser auf dem Boden aufschlägt, so muss der Schiedsrichterball wiederholt werden. An einem Schiedsrichterball können sich beliebig viele Spieler beteiligen, die Distanz zum Ball ist nicht vorgeschrieben. Häufig tritt nur ein Spieler der Mannschaft an, die zum Zeitpunkt der Unterbrechung nicht in Ballbesitz war, und spielt den Ball im Sinne des Fair Play zum Gegner zurück. Ebenfalls in diesem Sinne tritt häufig lediglich ein Spieler des Gegners an, da der Ballbesitz diesem so für den Moment zugestanden wird.
Aus einem Schiedsrichterball darf seit Juni 2012 ein Tor nicht mehr direkt erzielt werden, für eine gültige Torerzielung muss der Ball mindestens zweimal berührt worden sein. Die zweite Berührung durfte bis Sommer 2016 auch vom selben Spieler sein, seitdem muss der Ball von einem weiteren Spieler berührt worden sein, damit ein Tor erzielt werden kann. Geht der Ball ohne zweite Berührung direkt in ein Tor, wird auf Abstoß (Tor) bzw. Eckstoß (Eigentor) entschieden.
Einige Beispiele für Situationen, die zu einem Schiedsrichterball führen:
- Eine Verletzung eines Spielers ohne vorangegangenes Foulspiel, sofern der Schiedsrichter den Spieler für ernsthaft verletzt hält und er das Spiel deswegen unterbrochen hat
- Gegenstände wie z. B. verbotene Pyrotechnik auf dem Spielfeld
- Der Ball wird unbrauchbar (z. B. er platzt)
- Der Schiedsrichter erkennt einen eigenen Irrtum
- Ein zweiter Ball befindet sich auf dem Spielfeld und beeinflusst das Spielgeschehen
- Witterungseinflüsse oder andere Umstände machen eine Spielunterbrechung notwendig
- Die Rasenbewässerungsanlage wird während des Spiels aktiviert
- Ein Hund läuft auf das Spielfeld und jagt dem Ball hinterher
- Drittpersonen, die nicht Offizielle sind, betreten unerlaubt das Spielfeld
- Der Ball prallt an den Videowürfel oder ein anderes über dem Spielfeld befindliches Objekt (z. B. Ast eines Baumes)

### Regeln ab Saison 2019/2020
Mit den Regeländerungen zur Saison 2019/2020 wurde der Schiedsrichterball komplett verändert. War er bisher eine „neutrale“ Spielfortsetzung, so ist der Schiedsrichterball nunmehr zwingend zu Gunsten einer Mannschaft auszuführen. Die möglichen Gründe für eine Spielfortsetzung mit einem Schiedsrichterball bleiben unverändert, wurden aber um einen wesentlichen Fall ergänzt:
Wird der Ball durch einen Kontakt mit dem Schiedsrichter so abgelenkt, dass dadurch der Gegner in Ballbesitz kommt oder es dadurch zu einem aussichtsreichen Angriff kommt, ist künftig das Spiel zu unterbrechen und mit einem Schiedsrichterball fortzusetzen.
Neu ist auch, dass der Schiedsrichterball „für“ die Mannschaft ist, die zuletzt im Ballbesitz war.
Die Ausführung des Schiedsrichterballs ist nunmehr eindeutig geregelt:
- Es darf genau ein Spieler am Schiedsrichterball teilnehmen, im eigenen Strafraum muss dies der Torwart sein.
- Alle anderen Spieler müssen mindestens vier Meter vom Ball entfernt sein.
- Der Ball ist im Spiel, sobald er den Boden berührt hat (unverändert).
- Ein Tor darf aus einem Schiedsrichterball erst erzielt werden, wenn mindestens zwei Spieler den Ball berührt haben (unverändert).

Im Gegensatz zum Freistoß darf der Ball jedoch vom „ausführenden“ Spieler mehrfach berührt werden.

## Handball
Bis zu den Regeländerungen am 1. August 2001 gab es im Handball auch einen Schiedsrichterball, der korrekterweise Hochball genannt wurde. Wenn beispielsweise der Spielball die Hallendecke berührte oder wenn für die Schiedsrichter nicht zu erkennen war, welcher Spieler zuerst am Ball war, wenn sich zwei Spieler um den Ball stritten, wurde das Spiel unterbrochen und am Anwurfpunkt wurde von einem der Schiedsrichter der Hochball ausgeführt.
Seit der Regeländerung müssen die Schiedsrichter in dem Fall, dass das Spielgerät die Hallendecke in einem Bereich berührt, der innerhalb einer gedachten vertikalen Verlängerung der Spielfläche liegt, auf Einwurf für die Mannschaft entscheiden, die nicht zuletzt den Ball berührt hat. Bei einem Gerangel um den Ball müssen die Schiedsrichter nun entscheiden, welcher Spieler zuerst am Ball war. Diesem Spieler wird dann der Freiwurf zugesprochen.
Im Beachhandball erfolgt der Spielbeginn zu beiden Spielhälften per Schiedsrichterball.